# اسطیل
اسطیل (به عربی: اسطیل) یک شهرداری در الجزایر است که در ناحیه المغیر واقع شده‌است. اسطیل ۴٬۹۷۸ نفر جمعیت دارد و ۱۳ متر بالاتر از سطح دریا واقع شده‌است.